# Шмидт, Максимилиан
Максимилиан Шмидт (25 февраля 1832, Эшлькам — 8 декабря 1919, Мюнхен) — германский солдат и писатель-беллетрист.

## Биография
Родился 25 февраля 1832 года в Эшлькаме (Баварии). С 1850 по 1872 год находился на баварской военной службе, отличился в кампании 1870—1871 годов.
Скончался в 1919 году в Мюнхене.

## Литературная деятельность
Шмидт вступил на литературное поприще в 1860 году со своими колоритно написанными рассказами из родной ему баварской народной жизни; изданы они были в 1863—1868 годах под заглавием «Volkserzählungen aus dem Bayrischen Wald» («Народные сказки Баварского леса»), позже полное собрание его «Volkserzählungen» было издано в 12 томах (Мюнхен, 1893—1894).
С 1872 года полностью посвятил себя литературе, написав два десятка романов, по мнению критиков конца XIX века, неглубоких по содержанию и слабо отделанных, вследствие спешности работы. Качество его произведений ухудшалось по мере увеличения количества его литературных трудов. В 1902 году он опубликовал автобиографию Meine Wanderung durch 70 Jahre.

## Основные произведения
- Volkserzählungen aus dem Bayrischen Wald (1863—1869);
- Der Schutzgeist von Oberammergau (Защитный дух Обераммергау, 1880);
- 's Austragsstüberl Der Georgithaler (1882);
- Die Fischerrosl von St. Heinrich (1884);
- Der Musikant von Tegernsee (Музыкант из Тегернзее, 1886);
- 's Lisel von Ammersee (Лизель из Аммерзее, 1887);
- Die Künischen Freibauern (1895).

Особым успехом пользовались его Humoresken (Юморески,1892) и сборник поэм Altboarisch (Старый кабан, 1884), а также ряд пьес, написанных им по мотивам собственных рассказов. Его Gesammelte Werke (Собрание сочинений) ещё при жизни включалось в многотомные хрестоматии немецкой литературы.